# 複合構造図
複合構造図（ふくごうこうぞうず）またはコンポジット構造図は、統一モデリング言語(UML)で用いるダイアグラムの一つであり、コンポーネントや個々のクラスとその構成要素（パーツ）を示すのに適した図。構成要素間の結びつきや役割、外部との境界を定義できる。